# بيلي كرويل
بيلي كرويل (بالإنجليزية: Billy Crowell)‏ هو لاعب كرة قاعدة أمريكي، ولد في 6 نوفمبر 1885 في سينسيناتي في الولايات المتحدة، وتوفي في 24 يوليو 1935 في فورت وورث في الولايات المتحدة.

## وصلات خارجية
- بيلي كرويل على موقعبيزبول رفرنس.كوم (الدوري الرئيسي) (الإنجليزية)